# Грегория Максимилиана Австрийска
Грегория Максимилиана Австрийска (на немски: Gregoria Maximiliana von Österreich, * 22 март 1581, Грац, † 20 септември 1597, Грац) от фамилията Хабсбурги, е ерцхерцогиня на Австрия.

## Биография
Тя е дъщеря на ерцхерцог Карл Франц II от Австрия-Щирия (1540 – 1590) и съпругата му Мария Анна Баварска (1551 – 1608), дъщеря на баварския херцог Албрехт V. Внучка е на император Фердинанд I и сестра на император Фердинанд II. Нейни кръстници са папа Григорий XIII и баварска ѝ леля Максимилиана.
Грегория е най-превързана от децата към майка си. Тя има прочутата долна устна на Хабсбургите, недъгаво рамо и лице с белези. През 1596 г. пристига адмиралът на Арагония в Грац и взема портретите на Грегория и нейните сестри Елеонора и Маргарета. Грегория Максимилиана е сгодена за бъдещия испански крал Филип III. Той избира от портретите Маргарета, но баща му крал Филип II определя по-голямата Грегория за годеница.
На 17 септември 1597 г. пристига испанският годеник на кон в Грац. Грегория по това време е тежко болна и сравнява мъката си с военните пленници на турския султан. След три дена тя умира на 16 години и е погребана в базиликата на абатство Зекау. Нейната сестра Маргарета се омъжва през 1599 г. за крал Филип III от Испания, годеникът на Грегория.